# Coppa Italia 2011-2012 (calcio femminile)
L'edizione 2011-2012 è stata la quarantesima della storia della Coppa Italia di calcio femminile ed è stata vinta dal Brescia, in finale contro il Napoli.

## Squadre partecipanti
Al torneo di Coppa Italia di calcio femminile sono iscritte le 14 squadre che di Serie A e 50 delle 53 squadre di Serie B (non hanno partecipato OBI Brixen, Packcenter Imola e Villacidro Villgomme).

### Serie A
| - Bardolino Verona - Brescia - Chiasiellis - Como 2000 - Firenze - Lazio CF - ACF Milan | - Mozzanica - Riviera di Romagna - Roma CF - Torres - Tavagnacco - Torino - Venezia 1984 |

### Serie A2

#### Girone A
| - Alessandria - Atalanta - Atletico Oristano - Caprera - Cuneo San Rocco - Fiamma Monza - Fortitudo Mozzecane - Franciacorta - Inter Milano - Juventus Torino - Orobica - Real Meda - Romagnano - Tradate Abbiate |

#### Girone B
| - Castelvecchio - Gordige - Mestre 1999 - Net.Uno Venezia Lido - Pordenone - San Carlo Pontevi - San Zaccaria - Südtirol Vintl - Valpo Pedemonte - Vicenza - Villanova - Vittorio Veneto - Ženský-Padova |

#### Girone C
| - Cagliari - Foligno - Grifo Perugia - Imolese - Marsciano - Molassana Boero - Olimpia Forlì - Olimpia Vignola - Scalese - Sestrese Athletic - Siena - Spezia |

#### Girone D
| - Acese - Aquile Bagheria - Catania - Fiano Romano - Napoli - Orlandia97 - Pink Sport Time - Real Cosenza - Real Marsico - Res Roma - Wom. Civitavecchia |

## Primo turno
| Squadra 1           | Risultato          | Squadra 2            |
| ------------------- | ------------------ | -------------------- |
| Alessandria         | 3 - 4              | Juventus Torino      |
| Cuneo San Rocco     | 1 - 4              | Torino               |
| Romagnano           | 3 - 2              | Tradate Abbiate      |
| Real Meda           | 0 - 3              | Como 2000            |
| Fiammamonza         | 1 - 3              | Milan                |
| Inter Milano        | 2 - 2 (4-2 d.t.r.) | Orobica              |
| Atalanta            | 0 - 8              | Mozzanica            |
| Franciacorta        | 1 - 6              | Brescia              |
| Südtirol Vintl      | 1 - 7              | Bardolino Verona     |
| Fortitudo Mozzecane | 5 - 0              | Valpo Pedemonte      |
| Mestre 1999         | 3 - 2              | Net.Uno Venezia Lido |
| Gordige             | 2 - 1              | Venezia 1984         |
| Pordenone           | 1 - 8              | Tavagnacco           |
| Vittorio Veneto     | 0 - 5              | Chiasiellis          |
| Villanova           | 4 - 3              | San Carlo Pontevi    |
| Ženský-Padova       | 3 - 0              | Vicenza              |
| Caprera             | 0 - 14             | Torres               |
| Atletico Oristano   | 1 - 1 (3-4 d.t.r.) | Cagliari             |
| Olimpia Vignola     | 1 - 3              | Imolese              |
| Olimpia Forlì       | 0 - 7              | Riviera di Romagna   |
| Castelvecchio       | 2 - 1              | San Zaccaria         |
| Molassana Boero     | 0 - 1              | Sestrese             |
| Scalese             | 4 - 1              | Spezia               |
| Siena               | 1 - 2              | Firenze              |
| Grifo Perugia       | 3 - 0              | Foligno              |
| Marsciano           | 7 - 2              | Fiano Romano         |
| W. Civitavecchia    | 1 - 3              | Lazio                |
| Res Roma            | 2 - 0              | Roma                 |
| Pink Sport Time     | 0 - 5              | Napoli               |
| Real Marsico        | 3 - 2              | Real Cosenza         |
| Orlandia            | 3 - 0              | Aquile Palermo       |
| Acese               | 3 - 1              | Catania              |

## Secondo turno
| Squadra 1        | Risultato           | Squadra 2           |
| ---------------- | ------------------- | ------------------- |
| Juventus Torino  | 1 - 5               | Torino              |
| Como 2000        | 2 - 0               | Romagnano           |
| Milan            | 5 - 3               | Inter Milano        |
| Mozzanica        | 2 - 3               | Brescia             |
| Bardolino Verona | 7 - 0               | Fortitudo Mozzecane |
| Mestre 1999      | 2 - 2 (10-9 d.t.r.) | Gordige             |
| Chiasiellis      | 0 - 3               | Tavagnacco          |
| Ženský-Padova    | 0 - 1               | Villanova           |
| Torres           | 8 - 0               | Cagliari            |
| Imolese          | 1 - 6               | Riviera di Romagna  |
| Sestrese         | 2 - 1               | Castelvecchio       |
| Firenze          | 3 - 1               | Scalese             |
| Marsciano        | 0 - 3               | Grifo Perugia       |
| Lazio            | 1 - 1 (3-2 d.t.r.)  | Res Roma            |
| Napoli           | 7 - 0               | Real Marsico        |
| Acese            | 0 - 2               | Orlandia 97         |

## Ottavi di finale
| Squadra 1          | Risultato    | Squadra 2     |
| ------------------ | ------------ | ------------- |
| Torino             | 4 - 3        | Como 2000     |
| Brescia            | 4 - 1        | Milan         |
| Bardolino Verona   | 5 - 0        | Mestre 1999   |
| Tavagnacco         | 7 - 0        | Villanova     |
| Riviera di Romagna | 0 - 1        | Torres        |
| Sestrese           | 1 - 4        | Firenze       |
| Lazio              | 3 - 1        | Grifo Perugia |
| Napoli             | 3 - 0 a tav. | Orlandia 97   |

## Quarti di finale
Le partite sono state disputate in gara unica il 24 e 25 gennaio 2012.
| Squadra 1        | Risultato          | Squadra 2  |
| ---------------- | ------------------ | ---------- |
| Brescia          | 5 - 1              | Torino     |
| Bardolino Verona | 2 - 4              | Tavagnacco |
| Torres           | 3 - 2              | Firenze    |
| Lazio            | 1 - 1 (1-3 d.t.r.) | Napoli     |

## Semifinali
Le partite sono state disputate in gara unica il 26 maggio 2012.
| Squadra 1  | Risultato          | Squadra 2 |
| ---------- | ------------------ | --------- |
| Tavagnacco | 1 - 2              | Brescia   |
| Napoli     | 2 - 2 (9-8 d.t.r.) | Torres    |

| Arbitro: | Bruni (Fermo) |

|                   |           |                   |
| Parisi 87’ (rig.) | Marcatori | 17’, 59’ Sabatino |

| Arbitro: | Giovanni Ayroldi (Molfetta) |

|                                                            |                      |                                                  |
| Lecce 78’, 90+1’                                           | Marcatori            | 20’, 52’ Fuselli                                 |
| Caramia Vitale Filippozzi Giuliano Lecce Vivirito Esposito | Tiri di rigore 7 – 6 | Panico Tona Iannella Motta Maendly Fuselli Fadda |

## Finale
| Arbitro: | Valentina Garoffolo (Vibo Valentia) |

|                                     |           |                         |
| Zizioli 3’ Cernoia 46’ Sabatino 98’ | Marcatori | 21’ Giuliano 69’ Vitale |

| Brescia | Napoli |

### Formazioni
| Brescia (4-3-3)    |    |                   |      |
|                    |    |                   |      |
| POR                | 1  | Marisa Gorno      | 116’ |
| DIF                | 2  | Chiara Baroni     |      |
| DIF                | 3  | Roberta D'Adda    |      |
| DIF                | 4  | Elisa Zizioli     | 107’ |
| DIF                | 5  | Viviana Schiavi   |      |
| CEN                | 6  | Marcella Gozzi    | 25’  |
| CEN                | 7  | Giulia Ferrandi   | 90’  |
| CEN                | 8  | Valentina Cernoia |      |
| ATT                | 9  | Daniela Sabatino  |      |
| ATT                | 10 | Valentina Boni    | 111’ |
| ATT                | 11 | Lisa Alborghetti  |      |
| A disposizione:    |    |                   |      |
| POR                | 12 | Lucja Mori        |      |
| DIF                | 13 | Veronique Brayda  |      |
| ATT                | 14 | Mara Assoni       | 111’ |
| CEN                | 15 | Martina Rosucci   | 101’ |
| ATT                | 16 | Deborah Rolfi     |      |
| Allenatore:        |    |                   |      |
| Saimir "Miro" Keci |    |                   |      |

| Napoli (4-3-3) |    |                           |           |
|                |    |                           |           |
| POR            | 1  | Katherine Angelina Loomis |           |
| DIF            | 2  | Emanuela Schioppo         |           |
| DIF            | 3  | Manuela Rapuano           | 46’       |
| DIF            | 4  | Silvia Vivirito           | 53’       |
| DIF            | 5  | Paola Di Marino           | 55’       |
| CEN            | 6  | Roberta Filippozzi        | 79’       |
| CEN            | 7  | Valentina Esposito (C)    | 60’       |
| CEN            | 8  | Caterina Kensbock         | 110’      |
| ATT            | 9  | Elisa Lecce               |           |
| ATT            | 10 | Roberta Giuliano          |           |
| ATT            | 11 | Valeria Pirone            | 19’, 107’ |
| A disposizione |    |                           |           |
| POR            | 12 | Sabina Radu               |           |
| DIF            | 13 | Martina Canonico          |           |
| DIF            | 14 | Ramona De Rosa            |           |
| CEN            | 15 | Daniela Longo             |           |
| CEN            | 16 | Maria Caramia             | 46’       |
| ATT            | 17 | Roberta Diodato           | 110’      |
| ATT            | 18 | Rosa Vitale               | 55’       |
| Allenatore:    |    |                           |           |
| Geppino Marino |    |                           |           |

## Classifica marcatrici
Aggiornata al 7 febbraio 2012
| Gol | Rigori |  | Giocatore        | Squadra          |
| --- | ------ |  | ---------------- | ---------------- |
| 10  | 1      |  | Paola Brumana    | Tavagnacco       |
| 8   |        |  | Daniela Sabatino | Brescia          |
| 8   | 1      |  | Dayane da Rocha  | Bardolino Verona |
| 7   |        |  | Sandy Iannella   | Torres           |
| 7   |        |  | Silvia Fuselli   | Torres           |